# Enicospilus olthofi
Enicospilus olthofi là một loài tò vò trong họ Ichneumonidae.